# Séraphine
Séraphine és una pel·lícula franco-belga dirigida per Martin Provost i estrenada l'any 2008. Amb set premis César, inclòs millor film i millor actriu (Yolande Moreau), Séraphine va ser la triomfadora dels premis de l'Acadèmia francesa de l'any 2009.
Ha estat subtitulada en català.

## Repartiment
- Yolande Moreau: Séraphine Louis, coneguda com a Séraphine de Senlis, una pobra mestressa de casa a Senlis que també és una pintora autodidacte i genial
- Ulrich Tukur: Wilhelm Uhde, el col·leccionista alemany que descobreix a Séraphine
- Anne Bennent: Anne Marie, la germana de Wilhelm
- Geneviève Mnich: Madame Duphot, la senyora llogatera de Wilhelm
- Nico Rogner: Helmut Kolle, el jove pintor amic de Wilhelm
- Adélaïde Leroux: Minouche, la jove veïna amiga de Séraphine
- Serge Larivière: Duval, on Séraphine fa les seves compres
- Françoise Lebrun: la mare superiora
- Corentin Lobet
- Léna Bréban: germana de Marguerite
- Frédéric Révérend: convidat a sopar
- Francis Lacloche: el notari
- Michel Sailly: el conductor

## Premis
- Césars 2009:[3]
  - César a la millor pel·lícula
  - César a la millor actriu per Yolande Moreau
  - César al millor guió original per Marc Abdelnour i Martin Provost
  - César al millor vestuari per Madeline Fontaine
  - César a la millor fotografia per Laurent Brunet
  - César a la millor música escrita per una pel·lícula per Michael Galasso
  - César al millor decorat per Thierry François